# 孫廷銓
孙廷铨（1613年—1674年），字枚先，明末清初山东益都县人。政治人物。同进士出身。

## 生平
初名廷銈，明崇祯十二年（1639年）考中举人，次年联捷庚辰科进士，任大名府魏县令，调直隶永平府抚宁县。后来告假回家。
清顺治二年（1645年），应召出仕，任河间府推官，分司天津卫漕运事务，升任吏部稽勋司主事。顺治三年（1646年），出任陕西乡试主考官，后升考功司郎中。顺治七年（1650年），升太常寺少卿。顺治九年（1652年）加太仆寺卿。次年升户部左侍郎。顺治十二年（1655年）升兵部尚书。次年任户部尚书。顺治十四年（1657年），授光禄大夫。顺治十五年（1658年）加封太子太保，任吏部尚书。次年加少保。康熙元年（1662年），官秘书院大学士，参与机务。后来以“患怔冲之疾”为由请归。
回乡后，闭门著述。康熙十三年（1674年）病卒。谥文定。

## 著作
著作有《南征纪略》2卷、《睁亭文集》、《亭诗集》及《颜山杂记》等。

## 延伸阅读
[在维基数据编辑]
 《清史稿·卷250》，出自趙爾巽《清史稿》

| 官衔          | 官衔                                                                                | 官衔          |
| ------------- | ----------------------------------------------------------------------------------- | ------------- |
| 前任： 李際期 | 兵部漢尚書 順治十二年十月癸酉－順治十三年四月己巳 （1655年11月20日－1656年5月14日） | 繼任： 梁清標 |
| 前任： 戴明說 | 戶部漢尚書 顺治十三年四月己巳－順治十五年六月丁卯 （1656年5月14日－1658年7月1日）   | 繼任： 王弘祚 |
| 前任： 衛周祚 | 吏部漢尚書 顺治十五年六月丁卯－康熙二年五月丙子 （1658年7月1日－1663年6月14日）     | 繼任： 魏裔介 |